# Domenico Cecchi
Domenico Cecchi, conegut com Il Cortona (Cortona (Toscana), 1650 – Idem, 1717), va ser una soprano (castrat) italiana.

## Biografia
Domenico Cecchi va començar la seva brillant carrera l'any 1673 al Teatre Formagliari de Bolonya, a l'òpera Nino, de la qual no se'n coneix l'autor (potser podria ser l'òpera La Semiramide, d'Antonio Cesti, que després d'algunes revisions anomenarà Les semblances de Semiramida i Nino). El seu ràpid ascens va eclipsar els seus col·legues.
El favor que va poder guanyar-se a la cort austríaca va ser tal que es va convertir en un convidat habitual a les cerimònies oficials i moments més informals de la família imperial, inclosa la seva estada a Roma el mateix any del seu debut.
Les seves afirmacions es registren a partir de 1685 a Mòdena (amb oratori de Petri), Venècia, Milà, però també a l'estranger, a Munic el 1688.
Va participar en algunes estrenes mundials, com ara Il trionfo di Camilla, regina de' Volsci de Giovanni Bononcini (Teatro San Bartolomeo de Nàpols, 27 de desembre de 1696), Flavio Anicio Olibrio o Il Ricimero  de Francesco Gasparini (Teatro San Cassiano de Venècia, a 26 de desembre de 1706) i l'òpera Pimpinone de Tommaso Albinoni (Teatro San Cassiano de Venècia, el 26 de novembre de 1708).
Algarotti, en el seu llibre Saggio sopra l'opera in musica de 1755, lloa els notables talents vocals de Cortona, el seu apreciat contemporani.
La fama de Cortona també va lligada a la seva propensió a obtenir sous molt alts, percebuts durant un llarg període, dels millors mecenes del seu temps.